# Trichonotidae
Famille
Les Trichonotidae sont une famille de poissons de l'ordre des Gobiiformes. 

## Liste des genres
Selon World Register of Marine Species (17 mars 2024) :
- Trichonotus Bloch & Schneider, 1801

## Systématique
Le nom valide complet (avec auteur) de ce taxon est Trichonotidae Günther, 1861.